# 赤坂百太郎
赤坂 百太郎（あかさか ももたろう、1916年（大正5年） - ）は、昭和期の芸者歌手。本名は大西ふさ子。元夫は歌手の伊藤久男。

## 経歴
1916年（大正5年）、京城に生まれる。本名、大西ふさ子。
朝鮮京城本券で芸者となり、歌手デビューに際し、赤坂の検番に移籍した。
1937年（昭和12年）、歌手デビュー。美人芸者歌手として活躍し、「アリラン月夜」「夕日のアレリナ」などを吹き込む。
デビュー翌年の1938年（昭和13年）、歌手の伊藤久男と結婚する。4人の子どもを授かったが、伊藤の浮気により、1950年（昭和25年）に離婚した。
その後、テイチク・ビクターで数枚流行歌を吹き込む。テイチク時代の歌には「恋名ざんげ」などがある。ビクター時代の歌は不明。